# Partecipanti al Giro di Svizzera 2017
Elenco dei partecipanti al Giro di Svizzera 2017.
Il Giro di Svizzera 2017 fu la ottantunesima edizione della corsa. Alla competizione presero parte 22 squadre, le diciotto iscritte all'UCI World Tour 2017 e le quattro squadre invitate (la Roompot-Nederlandse Loterij, la CCC Sprandi Polkowice, la Direct Énergie e la Aqua Blue Sport, tutte di categoria UCI Professional Continental), ciascuna delle quali composta da otto corridori, per un totale di 176 ciclisti. La corsa partì il 10 giugno da Cham e terminò il 18 dello stesso mese a Sciaffusa. I corridori che tagliarono il traguardo finale furono 140.

## Corridori per squadra
Nota: R ritirato, NP non partito, FT fuori tempo, SQ squalificato 
| Astana Pro Team           | Astana Pro Team             | Astana Pro Team           | Lotto-Soudal              | Lotto-Soudal              | Lotto-Soudal              | Team Lotto NL-Jumbo         | Team Lotto NL-Jumbo         | Team Lotto NL-Jumbo         |
| ------------------------- | --------------------------- | ------------------------- | ------------------------- | ------------------------- | ------------------------- | --------------------------- | --------------------------- | --------------------------- |
| 1                         | Miguel Ángel López          | R 4ª                      | 81                        | Tim Wellens               | 78º                       | 161                         | Steven Kruijswijk           | 3º                          |
| 2                         | Pello Bilbao                | 10º                       | 82                        | Nikolas Maes              | 103º                      | 162                         | Lars Boom                   | 81º                         |
| 3                         | Matti Breschel              | R 5ª                      | 83                        | Bart De Clercq            | R 6ª                      | 163                         | Martijn Keizer              | 123º                        |
| 4                         | Daniil Fominych             | 99º                       | 84                        | Tomasz Marczyński         | 47º                       | 164                         | Bert-Jan Lindeman           | 87º                         |
| 5                         | Oscar Gatto                 | 108º                      | 85                        | Maxime Monfort            | 23º                       | 165                         | Juan José Lobato            | R 3ª                        |
| 6                         | Dmitrij Gruzdev             | 94º                       | 86                        | Jürgen Roelandts          | R 8ª                      | 166                         | Paul Martens                | 54º                         |
| 7                         | Arman Kamyšev               | 136º                      | 87                        | Louis Vervaeke            | R 6ª                      | 167                         | Daan Olivier                | 27º                         |
| 8                         | Jesper Hansen               | NP 4ª                     | 88                        | Jelle Wallays             | 92º                       | 168                         | Steven Lammertink           | R 1ª                        |
| D.S.: Stefano Zanini      | D.S.: Stefano Zanini        | D.S.: Stefano Zanini      | D.S.: Mario Aerts         | D.S.: Mario Aerts         | D.S.: Mario Aerts         | D.S.: Addy Engels           | D.S.: Addy Engels           | D.S.: Addy Engels           |
| BMC Racing Team           | BMC Racing Team             | BMC Racing Team           | Movistar Team             | Movistar Team             | Movistar Team             | UAE Team Emirates           | UAE Team Emirates           | UAE Team Emirates           |
| 11                        | Greg Van Avermaet           | 48º                       | 91                        | Jonathan Castroviejo      | R 4ª                      | 171                         | Rui Costa                   | 5º                          |
| 12                        | Damiano Caruso              | 2º                        | 92                        | Carlos Alberto Betancur   | 17º                       | 172                         | Darwin Atapuma              | 44º                         |
| 13                        | Rohan Dennis                | 97º                       | 93                        | Víctor de la Parte        | 11º                       | 173                         | Simone Consonni             | 119º                        |
| 14                        | Tejay van Garderen          | 35º                       | 94                        | Alex Dowsett              | R 5ª                      | 174                         | Valerio Conti               | 12º                         |
| 15                        | Martin Elmiger              | 75º                       | 95                        | Antonio Pedrero           | 57º                       | 175                         | Simone Petilli              | 45º                         |
| 16                        | Stefan Küng                 | 52º                       | 96                        | Dayer Quintana            | 66º                       | 176                         | Marko Kump                  | R 5ª                        |
| 17                        | Daniel Oss                  | 109º                      | 97                        | Marc Soler                | 8º                        | 177                         | Sacha Modolo                | 114º                        |
| 18                        | Michael Schär               | 30º                       | 98                        | Nélson Oliveira           | 38º                       | 178                         | Matej Mohorič               | 58º                         |
| D.S.: Maximilian Sciandri | D.S.: Maximilian Sciandri   | D.S.: Maximilian Sciandri | D.S.: José Luis Jaimerena | D.S.: José Luis Jaimerena | D.S.: José Luis Jaimerena | D.S.: Simone Pedrazzini     | D.S.: Simone Pedrazzini     | D.S.: Simone Pedrazzini     |
| AG2R La Mondiale          | AG2R La Mondiale            | AG2R La Mondiale          | Orica-Scott               | Orica-Scott               | Orica-Scott               | Aqua Blue Sport             | Aqua Blue Sport             | Aqua Blue Sport             |
| 21                        | Mathias Frank               | 7º                        | 101                       | Michael Albasini          | 67º                       | 181                         | Lasse Norman Hansen         | 126º                        |
| 22                        | Jan Bakelants               | 18º                       | 102                       | Luke Durbridge            | R 4ª                      | 182                         | Mark Christian              | 55º                         |
| 23                        | Gediminas Bagdonas          | 125º                      | 103                       | Robert Power              | 98º                       | 183                         | Conor Dunne                 | FT 5ª                       |
| 24                        | Alexis Gougeard             | R 5ª                      | 104                       | Magnus Cort Nielsen       | 129º                      | 184                         | Aaron Gate                  | 73º                         |
| 25                        | Sondre Holst Enger          | FT 8ª                     | 105                       | Rubén Plaza               | R 4ª                      | 185                         | Daniel Pearson              | 93º                         |
| 26                        | Hugo Houle                  | 43º                       | 106                       | Carlos Verona             | 16º                       | 186                         | Lawrence Warbasse           | 39º                         |
| 27                        | Nico Denz                   | 134º                      | 107                       | Sam Bewley                | 96º                       | 187                         | Lars Petter Nordhaug        | 107º                        |
| 28                        | Domenico Pozzovivo          | 4º                        | 108                       | Mathew Hayman             | R 8ª                      | 188                         | Michel Kreder               | FT 5ª                       |
| D.S.: Artūras Kasputis    | D.S.: Artūras Kasputis      | D.S.: Artūras Kasputis    | D.S.: Neil Stephens       | D.S.: Neil Stephens       | D.S.: Neil Stephens       | D.S.: Nicki Sørensen        | D.S.: Nicki Sørensen        | D.S.: Nicki Sørensen        |
| Bora-Hansgrohe            | Bora-Hansgrohe              | Bora-Hansgrohe            | Quick-Step Floors         | Quick-Step Floors         | Quick-Step Floors         | CCC Sprandi Polkowice       | CCC Sprandi Polkowice       | CCC Sprandi Polkowice       |
| 31                        | Peter Sagan                 | 72º                       | 111                       | Philippe Gilbert          | 29º                       | 191                         | Jan Hirt                    | 25º                         |
| 32                        | Jan Bárta                   | 63º                       | 112                       | Jack Bauer                | 85º                       | 192                         | Jakub Kaczmarek             | 101º                        |
| 33                        | Maciej Bodnar               | 104º                      | 113                       | Gianluca Brambilla        | R 8ª                      | 193                         | Felix Großschartner         | R 5ª                        |
| 34                        | Marcus Burghardt            | 71º                       | 114                       | David de la Cruz          | R 7ª                      | 194                         | Jonas Koch                  | R 1ª                        |
| 35                        | Patrick Konrad              | 13º                       | 115                       | Davide Martinelli         | NP 3ª                     | 195                         | Adrian Kurek                | 120º                        |
| 36                        | Michal Kolář                | 115º                      | 116                       | Yves Lampaert             | 88º                       | 196                         | Leszek Pluciński            | 122º                        |
| 37                        | Jay McCarthy                | 49º                       | 117                       | Zdeněk Štybar             | 70º                       | 197                         | Simone Ponzi                | 51º                         |
| 38                        | Juraj Sagan                 | 139º                      | 118                       | Matteo Trentin            | 77º                       | 198                         | Branislaŭ Samojlaŭ          | 112º                        |
| D.S.: André Schulze       | D.S.: André Schulze         | D.S.: André Schulze       | D.S.: Geert Van Bondt     | D.S.: Geert Van Bondt     | D.S.: Geert Van Bondt     | D.S.: Gabriele Missaglia    | D.S.: Gabriele Missaglia    | D.S.: Gabriele Missaglia    |
| Cannondale-Drapac         | Cannondale-Drapac           | Cannondale-Drapac         | Team Sky                  | Team Sky                  | Team Sky                  | Direct Énergie              | Direct Énergie              | Direct Énergie              |
| 41                        | Joe Dombrowski              | 34º                       | 121                       | Sebastián Henao           | 33º                       | 201                         | Sylvain Chavanel            | 53º                         |
| 42                        | Hugh Carthy                 | 56º                       | 122                       | Jonathan Dibben           | 140º                      | 202                         | Ryan Anderson               | 117º                        |
| 43                        | Lawson Craddock             | R 3ª                      | 123                       | Philip Deignan            | 61º                       | 203                         | Thomas Boudat               | 121º                        |
| 44                        | Ryan Mullen                 | 131º                      | 124                       | Owain Doull               | 80º                       | 204                         | Lilian Calmejane            | 36º                         |
| 45                        | Taylor Phinney              | 128º                      | 125                       | Tao Geoghegan Hart        | 14º                       | 205                         | Antoine Duchesne            | NP 6ª                       |
| 46                        | Sep Vanmarcke               | 95º                       | 126                       | Mikel Nieve               | 9º                        | 206                         | Fabien Grellier             | 86º                         |
| 47                        | Patrick Bevin               | 32º                       | 127                       | Salvatore Puccio          | 65º                       | 207                         | Jonathan Hivert             | 102º                        |
| 48                        | Michael Woods               | 26º                       | 128                       | Danny Van Poppel          | 130º                      | 208                         | Perrig Quéméneur            | 40º                         |
| D.S.: Fabrizio Guidi      | D.S.: Fabrizio Guidi        | D.S.: Fabrizio Guidi      | D.S.: Gabriel Rasch       | D.S.: Gabriel Rasch       | D.S.: Gabriel Rasch       | D.S.: Dominique Arnould     | D.S.: Dominique Arnould     | D.S.: Dominique Arnould     |
| Team Dimension Data       | Team Dimension Data         | Team Dimension Data       | Team Sunweb               | Team Sunweb               | Team Sunweb               | Roompot-Nederlandse Loterij | Roompot-Nederlandse Loterij | Roompot-Nederlandse Loterij |
| 51                        | Lachlan Morton              | 84º                       | 131                       | Tom Dumoulin              | NP 5ª                     | 211                         | Pieter Weening              | 100º                        |
| 52                        | Reinardt Janse van Rensburg | R 3ª                      | 132                       | Nikias Arndt              | 62º                       | 212                         | Jesper Asselman             | 106º                        |
| 53                        | Nicolas Dougall             | 124º                      | 133                       | Roy Curvers               | 116º                      | 213                         | Martijn Budding             | R 5ª                        |
| 54                        | Merhawi Kudus               | 15º                       | 134                       | Georg Preidler            | R 5ª                      | 214                         | Jeroen Meijers              | 110º                        |
| 55                        | Jacobus Venter              | 74º                       | 135                       | Michael Matthews          | 60º                       | 215                         | Elmar Reinders              | 133º                        |
| 56                        | Mekseb Debesay              | 28º                       | 136                       | Ramon Sinkeldam           | 118º                      | 216                         | Martijn Tusveld             | 22º                         |
| 57                        | Ben King                    | 82º                       | 137                       | Mike Teunissen            | 64º                       | 217                         | Taco van der Hoorn          | 138º                        |
| 58                        | Tyler Farrar                | R 5ª                      | 138                       | Albert Timmer             | 137º                      | 218                         | Nick van der Lijke          | 59º                         |
| D.S.: Bingen Fernández    | D.S.: Bingen Fernández      | D.S.: Bingen Fernández    | D.S.: Marc Reef           | D.S.: Marc Reef           | D.S.: Marc Reef           | D.S.: Erik Breukink         | D.S.: Erik Breukink         | D.S.: Erik Breukink         |
| FDJ                       | FDJ                         | FDJ                       | Bahrain-Merida            | Bahrain-Merida            | Bahrain-Merida            |                             |                             |                             |
| 61                        | Sébastien Reichenbach       | NP 3ª                     | 141                       | Jon Izagirre              | 6º                        |                             |                             |                             |
| 62                        | Odd Christian Eiking        | 21º                       | 142                       | Niccolò Bonifazio         | 89º                       |                             |                             |                             |
| 63                        | Daniel Hoelgaard            | 113º                      | 143                       | Ondřej Cink               | 19º                       |                             |                             |                             |
| 64                        | Steve Morabito              | NP 6ª                     | 144                       | Iván García Cortina       | 135º                      |                             |                             |                             |
| 65                        | Cédric Pineau               | 132º                      | 145                       | Tsgabu Grmay              | 24º                       |                             |                             |                             |
| 66                        | Kévin Réza                  | 91º                       | 146                       | Valerio Agnoli            | R 4ª                      |                             |                             |                             |
| 67                        | Anthony Roux                | 46º                       | 147                       | Javier Moreno             | 90º                       |                             |                             |                             |
| 68                        | Arthur Vichot               | 42º                       | 148                       | Enrico Gasparotto         | 50º                       |                             |                             |                             |
| D.S.: Yvon Madiot         | D.S.: Yvon Madiot           | D.S.: Yvon Madiot         | D.S.: Harald Morscher     | D.S.: Harald Morscher     | D.S.: Harald Morscher     |                             |                             |                             |
| Team Katusha-Alpecin      | Team Katusha-Alpecin        | Team Katusha-Alpecin      | Trek-Segafredo            | Trek-Segafredo            | Trek-Segafredo            |                             |                             |                             |
| 71                        | Simon Špilak                | 1º                        | 151                       | Jarlinson Pantano         | R 5ª                      |                             |                             |                             |
| 72                        | Reto Hollenstein            | 69º                       | 152                       | Koen de Kort              | 37º                       |                             |                             |                             |
| 73                        | Alberto Losada              | 41º                       | 153                       | John Degenkolb            | 68º                       |                             |                             |                             |
| 74                        | Matvej Mamykin              | 20º                       | 154                       | Fabio Felline             | 31º                       |                             |                             |                             |
| 75                        | Baptiste Planckaert         | 76º                       | 155                       | Matthias Brändle          | R 5ª                      |                             |                             |                             |
| 76                        | Marco Haller                | 111º                      | 156                       | Grégory Rast              | 105º                      |                             |                             |                             |
| 77                        | Jhonatan Restrepo           | 79º                       | 157                       | Kiel Reijnen              | 127º                      |                             |                             |                             |
| 78                        | Rein Taaramäe               | 83º                       | 158                       | Boy van Poppel            | 130º                      |                             |                             |                             |
| D.S.: Claudio Cozzi       | D.S.: Claudio Cozzi         | D.S.: Claudio Cozzi       | D.S.: Kim Andersen        | D.S.: Kim Andersen        | D.S.: Kim Andersen        |                             |                             |                             |